# Северная Ялбынъя
Северная Ялбынъя (устар. Ялбын-Я) — река в России, протекает в Ханты-Мансийском АО. Устье реки находится в 24 км по правому берегу реки Волья. Длина реки составляет 99 км.
Высота устья — 18 м нум.

## Притоки
- ручей Махултумсос (пр.)[4]
- ручей Гассос[4]
- ручей Секвангсос[4]
- ручей Манчсос[4]
- 35 км: ручей Арпинлёхсос
- ручей Яныпавыл-Ерынгсос[4]
- ручей Павыл-Алымпалсос[4]
- ручей Майлехсос[5]
- ручей Маньпавыл-Ерынгсос[4]
- ручей Ампсос[5]

## Данные водного реестра
По данным государственного водного реестра России относится к Нижнеобскому бассейновому округу, водохозяйственный участок реки — Северная Сосьва, речной подбассейн реки — Северная Сосьва. Речной бассейн реки — (Нижняя) Обь от впадения Иртыша.
По данным геоинформационной системы водохозяйственного районирования территории РФ, подготовленной Федеральным агентством водных ресурсов:
- Код водного объекта в государственном водном реестре — 15020200112115300025373
- Код по гидрологической изученности (ГИ) — 115302537
- Код бассейна — 15.02.02.001
- Номер тома по ГИ — 15
- Выпуск по ГИ — 3